# Институт тепло- и массообмена имени А. В. Лыкова НАН Беларуси
Государственное научное учреждение «Институт тепло- и массообмена имени А. В. Лыкова» Национальной академии наук Беларуси — один из крупных научно-исследовательских институтов Беларуси.

## История
Исследования в области энергетики в Белоруссии были начаты в 1947 году, когда в Институте торфа АН БССР был создан энергосектор. Тематика и объём исследований расширялись и в 1952 году на базе сектора распоряжением Совета Министров СССР от 29 июля 1952 года № 19207-р был открыт Институт энергетики. В соответствии с приказом № 427 по АН БССР от 5 сентября 1952 года Институт вступил в число действующих научных учреждений АН БССР. В 1963 году Институт энергетики был переименован в Институт тепло- и массобмена.
С 1975 года институт носит имя Алексея Васильевича Лыкова.
К 1981 году численность сотрудников составила около 1450 человек, в том числе 12 докторов и 135 кандидатов наук. 
Вклад института в науку, научно-технический прогресс, подготовку высококвалифицированных кадров отмечен награждением орденом Трудового Красного Знамени (1969), Почетной грамотой Верховного Совета (1977), присуждением ученым института 3 государственных премий в области науки и техники.

### Директора
- Волошин И. Ф.
- Лыков Алексей Васильевич (1956—1974)
- Солоухин Рем Иванович (1976—1987)
- Мартыненко Олег Григорьевич (1987—2003)
- Тимошпольский Владимир Исаакович (2003—2005)
- Жданок Сергей Александрович (2005—2009)
- Русецкий Анатолий Максимович (2009 год—2010)
- Пенязьков Олег Глебович (с 2011 года)

## Научная деятельность

### Основные направления научной и научно-технической деятельности
- процессы тепло- и массообмена в капиллярно-пористых телах, дисперсных системах, реологических и турбулентных средах, неравновесных течениях, низкотемпературной плазме и при взаимодействии излучения с веществом
- динамика, перенос и элементарные процессы в системах с химическими и фазовыми превращениями
- физическая кинетика, теплообмен и транспортные процессы на микро- и наномасштабах
- энергоэффективные тепломассообменные технологии, техника и аппараты
- процессы переноса, теплообмен в биологических системах и сложных молекулах
- физические и конструкционные свойства веществ, материалов и поверхностей при внутреннем структурировании и экстремальных воздействиях
- механика жидкостей, газов и плазмы
- механика и реология вязкоупругих сред при сдвиговых, температурных, электромагнитных воздействиях
- численные методы и пакеты программ для численного моделирования физико-химических и теплообменных процессов
- каталитические технологии и оборудование для получения водорода, синтез-, эндо- и экзо- газов, синтетических и смесевых топлив
- технологии и оборудование для процессов получения нано- и микроструктур и материалов
- плазменные, плазмохимические и химические методы очистки и утилизации отходов

## Издательская деятельность
Институт издаёт «Инженерно-физический журнал» (ИФЖ; Journal of Engineering Physics and Thermophysics (JEPTER)).

## Структура
В структуру института входят 9 отделений и 1 филиал:
- отделение теплоэнергетических процессов и аппаратов
- отделение теплофизики
- отделение теплообмена и механики микро- и наноразмерных систем
- отделение информационных систем
- отделение физики и химии неравновесных сред
- отделение математического моделирования
- отделение физики плазмы и плазменных технологий
- отделение энергоэффективных термических технологий
- отделение энергофизики
- Гродненский филиал «Научно-исследовательский центр проблем ресурсосбережения»